# Émissions industrielles
De manière générale, la notion d'émissions industrielles peut désigner des vibrations de chaleur (calorie) ou plus rarement du froid (frigorie), du bruit et des rejets matériels, direct ou indirect, solides, liquides, gazeux ou particulaires faits par l'Industrie dans l'air, l'eau et le sol et l’environnement dans son ensemble.
Ces rejets ou émissions sont causes de pollution de l'air, de l'eau et des sols ; Au sens large il s'agit de rejets courants et chroniques, émis à partir de sources ponctuelles, mobiles ou diffuses de l’installation, y compris des rejets accidentels.  
En Europe, dans ce cadre précis, la notion d'"émission": est officiellement définie comme « le rejet direct ou indirect, à partir de sources ponctuelles ou diffuses de l’installation, de substances, de vibrations, de chaleur ou de bruit dans l’air, l’eau ou le sol » ; ces émissions font dans de nombreux pays l'objet de réglementation dans le cadre du droit sanitaire et/ou du droit de l'environnement, avec des valeurs limites d'émission portant souvent sur la masse et l'intensité du rejet (dont en bruit ou rayonnement ou d'autres paramètres spécifiques, la concentration et/ou le niveau d’une émission, à ne pas dépasser durant une ou de plusieurs périodes données ou en continu.

## Enjeux
La connaissance et réduction des émissions industrielles sont des enjeux importants en matière de :
- santé, santé au travail et santé-environnement (avec les émissions automobiles et du chauffage, les émissions industrielles comptent globalement parmi les premiers facteurs de danger et risque pour la santé).
- connaissance, prospective ;
- gaspillage des ressources, prévention des déchets, gaspillage d'énergie, écologie industrielle ;
- taxes, écotaxes, liées à leurs quantités et toxicité (équivalent-toxique) ;
- approche intégrée de la prévention et de la réduction des émissions ;
- conditions de concurrence homogènes via l'harmonisation des exigences en matière de bilan écologique des industries ;
- contrôle, de délivrance et respect des autorisations d'émissions délivrés par les administrations compétentes.
- prévention des accidents et d'incidents pouvant être éviter, et limitation de leurs conséquences par une préparation adéquate (qui demande une bonne connaissance des émissions) ;
- effet de serre (cf émissions de gaz à effet de serre) et corrélativement enjeux climatiques, de montées des océans,
- droit de l'environnement
- éthique et éthique de l'environnement

## En Europe
Les émissions industrielles relèvent depuis 2010 d'une Directive relative aux émissions industrielles (en) (prévention et réduction intégrées de la pollution) qui s'applique « aux activités industrielles polluantes ». 
Elle est un des moyens de « prévenir, réduire et, dans la mesure du possible, éliminer la pollution due aux activités industrielles, conformément au principe du "pollueur payeur" et au principe de prévention de la pollution (...) ». 
« Conformément à l’article 193 du traité sur le fonctionnement de l’Union européenne, la présente directive n’empêche pas les États membres de maintenir ou d’instaurer des mesures de protection plus strictes, par exemple des exigences en matière d’émissions de gaz à effet de serre, pour autant que ces mesures soient compatibles avec les traités et que la Commission en ait été informée. ».

## Bonnes pratiques, référentiels
En Europe, pour « déterminer les meilleures techniques disponibles (...) des documents de référence sur les meilleures techniques disponibles (ci-après dénommés "documents de référence MTD"), devraient être élaborés, révisés et, le cas échéant, mis à jour par le biais d’un échange d’informations entre les parties concernées et les principaux éléments des documents de référence MTD (ci-après dénommés "conclusions sur les MTD") devraient être adoptés par la procédure de comité. (...)La Commission s’efforce de mettre à jour les documents de référence MTD, au plus tard huit ans après la publication de la version précédente ».
Les meilleures techniques disponibles sont définies comme « le stade de développement le plus efficace et avancé des activités et de leurs modes d’exploitation, démontrant l’aptitude pratique de techniques particulières à constituer la base des valeurs limites d’émission et d’autres conditions d’autorisation visant à éviter et, lorsque cela s’avère impossible, à réduire les émissions et l’impact sur l’environnement dans son ensemble (...) ».
Pour l'Europe, on entend par "techniques" « aussi bien les techniques employées que la manière dont l’installation est conçue, construite, entretenue, exploitée et mise à l’arrêt » ;
Pour l'Europe, on entend par "disponibles" « les techniques mises au point sur une échelle permettant de les appliquer dans le contexte du secteur industriel concerné, dans des conditions économiquement et techniquement viables, en prenant en considération les coûts et les avantages, que ces techniques soient utilisées ou produites ou non sur le territoire de l’État membre intéressé, pour autant que l’exploitant concerné puisse y avoir accès dans des conditions raisonnables » ;
Pour l'Europe, on entend par "meilleures" « les techniques les plus efficaces pour atteindre un niveau général élevé de protection de l’environnement dans son ensemble »;

## Les Cleantech
Le problème des émissions industrielles devenant de plus en plus important, on a cherché à développer des technologies plus propres. Ces technologies, regroupées sous le nom de cleantech, parfois également greentech, visent à "améliorer l’efficacité d’un process industriel ou d’un service tout en réduisant son impact environnemental", selon le Cleantech Group.
Si les cleantech concernent donc l'ensemble des activités humaines, la réduction de l'impact environnemental est très visible dans les processus industriels, et les nouvelles technologies en développement constant permettent de réduire drastiquement les émissions  industrielles.